# 콜로리나

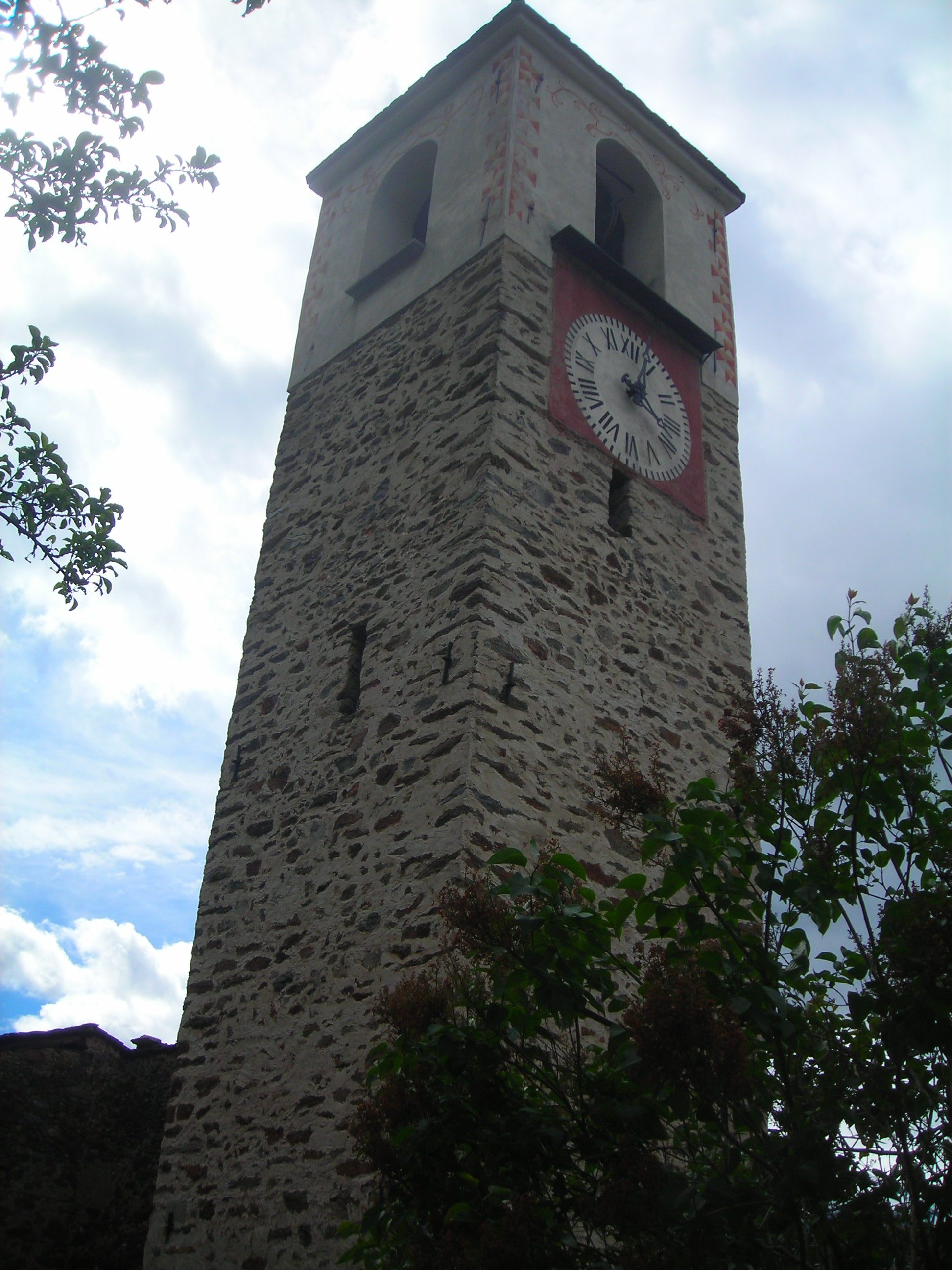
중세성

콜로리나(Colorina)는 이탈리아 롬바르디아주의 손드리오도에 위치한 코무네이다. 밀라노에서 북동쪽으로 약 90킬로미터, 손드리오에서 서쪽으로 약 10킬로미터 떨어진 곳에 위치해 있다. 2004년 12월 31일 기준으로 이 지역의 인구 수는 1,468명이며 면적은 18제곱 킬로미터이다.
콜로리나의 지방 자치체에는 프라치오네 발레, 피오나, 셀베타가 포함된다.